# Cintra Infraestructuras
Cintra, S.A. (Cintra Infraestructuras) fue un operador internacional de autopistas de peaje, de aparcamientos y de estacionamiento regulado. Era uno de los mayores promotores privados de infraestructuras de transporte del mundo, con un volumen de inversión de 16.000 millones de euros. La empresa contaba con un marcado carácter internacional: entre enero y septiembre de 2008 cosechó el 70% de sus ingresos fuera de España. En particular, Canadá representaba el 33% de la facturación.
Fue absorbida por el Grupo Ferrovial a finales del 2009. Hasta su absorción, sus acciones se negociaban en la Bolsa de Madrid y la empresa formaba parte del Ibex 35. El mayor accionista de Cintra era Ferrovial con un 68%. Actualmente sigue existiendo como sociedad pero como una división del Grupo Ferrovial, siendo su denominación Cintra Infraestructuras, S.A.
A día de hoy, Cintra es uno de los principales líderes en la promoción privada de infraestructuras de transporte en el mundo, por número de proyectos y por volumen de inversión.
Con casi 50 años de experiencia, Cintra gestiona una cartera de 26 concesiones, que suman más de 1.879 kilómetros. Actualmente tiene presencia en 10 países: Canadá, Estados Unidos, España, Reino Unido, Eslovaquia, Portugal, Irlanda, Grecia, Colombia y Australia.
Gracias a sus proyectos innovadores y estándares de calidad, se ha posicionado como una de las compañías multinacionales más sólidas del sector, con una inversión total cercana a los 21.000 millones de euros.

## Historia
Cintra nació en 1998 tras la aportación de Ferrovial de sus participaciones en cinco autopistas situadas en España y Chile, y su negocio de aparcamientos, además de los equipos humanos y de los recursos financieros necesarios para su desarrollo.
Diez años después, gestionaba 23 autopistas en España, Portugal, Irlanda, Grecia, Chile, Canadá y Estados Unidos con una longitud total 2.841 kilómetros y una vida media ponderada cercana a los 75 años. 
En enero de 2009 se ha adjudicó dos nuevos proyectos, la autopista A1 en Polonia y dos segmentos de la North Tarrant Express, ubicada en la zona Dallas/Fort Worth de Texas, Estados Unidos. Cuando se cierren los permisos y la financiación de ambos, la cartera de Cintra se incrementará a 25 activos.
En Estados Unidos, además, Cintra llegó a ser socio estratégico de Texas durante 50 años para el desarrollo del Trans-Texas Corridor, uno de los proyectos de infraestructuras más ambiciosos del estado. Pero este proyecto fue replanteado en 2009 por el TxDOT, desarmando el paquete de obras en proyectos individuales a adjudicar de nuevo en licitaciones separadas, donde Cintra ya no tendrá preferencia.
En junio del 2009, Cintra vendió su división de aparcamientos al grupo portugués Emparque. La división gestionaba cerca de 300.000 plazas de estacionamiento en cerca de 140 ciudades de España y Andorra. En diciembre del 2021 el grupo anunció su intención de expandirse en Asia, concretamente en India, gracias a la compra de un 24,86% en la compañía cotizada en la Bolsa de Bombay IRB Infrastructure Developers por 369 millones de euros, una de las principales empresas de infraestructuras del país
| Año  | Autopistas                | País           |
| ---- | ------------------------- | -------------- |
| 1968 | Bilbao-Behobia            | España         |
| 1974 | Burgos-Armiñón            | España         |
| 1986 | Autema                    | España         |
| 1993 | Buga- Tuluá- La Paila     | Colombia       |
| 1995 | Cali- Candelaria- Florida | Colombia       |
| 1996 | Ruta del Maule            | Chile          |
| 1996 | Ausol I                   | España         |
| 1998 | Trados 45                 | España         |
| 1998 | Ruta de los Ríos          | Chile          |
| 1998 | Túnel de Artxanda         | España         |
| 1999 | Ruta de la Araucanía      | Chile          |
| 1999 | 407 ETR                   | Canadá         |
| 1999 | Ausol II                  | España         |
| 2000 | Via Do Infante            | Portugal       |
| 2001 | Norte Litoral             | Portugal       |
| 2002 | Eurolink M4-M6            | Irlanda        |
| 2004 | Chicago Skyway            | Estados Unidos |
| 2005 | M-203                     | España         |
| 2006 | Indiana Toll Road         | Estados Unidos |
| 2006 | Ruta del Bosque           | Chile          |
| 2006 | SH 130                    | Estados Unidos |
| 2007 | Eurolink M3               | Irlanda        |
| 2007 | Nead Odos                 | Grecia         |
| 2008 | Central Greece            | Grecia         |
| 2008 | Serrano Park              | España         |
| 2009 | North Tarrant Express     | Estados Unidos |
| 2009 | LBJ Express               | Estados Unidos |
| 2010 | Vialibre                  | Portugal       |
| 2011 | Euroscut Azores           | Portugal       |
| 2012 | 407 EDG                   | Canadá         |
| 2012 | A-66                      | España         |
| 2012 | Almanzora                 | España         |
| 2013 | NTE 35W                   | Estados Unidos |
| 2014 | M8, M73, M74              | Reino Unido    |
| 2014 | I-77                      | Estados Unidos |
| 2015 | 407 East Phase 2          | Canadá         |
| 2015 | Ruta del Cacao            | Colombia       |
| 2015 | Toowoomba                 | Australia      |
| 2016 | I-66                      | Estados Unidos |
| 2016 | D4-R7                     | Eslovaquia     |
| 2017 | Western Roads Upgrade     | Australia      |

## Autopistas gestionadas por Cintra
| Canadá                            | Canadá              | Canadá    | Canadá                                                                |
| Concesionaria                     | Negocio             | Km/Plazas | Fecha operación                                                       |
| --------------------------------- | ------------------- | --------- | --------------------------------------------------------------------- |
| 407ETR                            | Autopista           | 108       | 1999                                                                  |
| 407 EDG + OM&R                    | 407 EDG + OM&R      | 35        | 2016                                                                  |
| 407 East Phase 2                  | España              | 32        | En construcción (2017)                                                |
| Estados Unidos                    |                     |           |                                                                       |
| Concesionaria                     | Negocio             | Km/Plazas | Fecha operación                                                       |
| North Tarrant Express             | Autopista           | 21,4      | 2014                                                                  |
| LBJ Express                       | Autopista           | 21,4      | Segmento 3B: Dec-13, Segmento 1: julio-14 y Segmento 3A & 2: Sept-15. |
| NTE 35W                           | Autopista           | 16,4      | En construcción                                                       |
| I-77                              | Autopista           | 41,8      | En construcción (2018)                                                |
| I-66                              | Autopista           | 35        | En construcción (2022)                                                |
| España                            |                     |           |                                                                       |
| Concesionaria                     | Negocio             | Km/Plazas | Fecha operación                                                       |
| Ausol I (Málaga-Estepona)         | Autopista           | 82,7      | 1999                                                                  |
| Ausol II (Estepona-Guadiaro)      | Autopista           | 22,5      | 2002                                                                  |
| Autema (S. Cugat-Tarrasa-Manresa) | Autopista           | 48,3      | T-M: -89 / S-T: -91                                                   |
| Autovía de la Plata               | Autopista           | 49        | 2015                                                                  |
| Serranopark                       | Aparcamiento        | 3.297     | 2011                                                                  |
| Portugal                          |                     |           |                                                                       |
| Concesionaria                     | Negocio             | Km/Plazas | Fecha operación                                                       |
| Algarve                           | Autopista           | 129,8     | 2004/2014                                                             |
| Norte-Litoral                     | Autopista           | 119       | 2006/2010                                                             |
| Azores                            | Autopista           | 93,7      | 2011                                                                  |
| Vialivre                          | Gestora cobro peaje | 174,5     | 2010                                                                  |
| Reino Unido                       |                     |           |                                                                       |
| Concesionaria                     | Negocio             | Km/Plazas | Fecha operación                                                       |
| M8-M73-M74                        | Autopista           | 28,6      | 2017                                                                  |
| Irlanda                           |                     |           |                                                                       |
| Concesionaria                     | Negocio             | Km/Plazas | Fecha operación                                                       |
| M4-M6 Kinnegad-Kilcok             | Autopista           | 36        | 2005                                                                  |
| M3 Clonee Kells                   | Autopista           | 50        | 2010                                                                  |
| Grecia                            |                     |           |                                                                       |
| Concesionaria                     | Negocio             | Km/Plazas | Fecha operación                                                       |
| Nea Odos                          | Autopista           | 378,7     | Parcial desde 2007                                                    |
| Kentriki Odos                     | Autopista           | 231       | Parcial desde 2010                                                    |
| Colombia                          |                     |           |                                                                       |
| Concesionaria                     | Negocio             | Km/Plazas | Fecha operación                                                       |
| Ruta del Cacao                    | Autopista           | 151,6     | En construcción (previsto para 2022)                                  |
| Eslovaquia                        |                     |           |                                                                       |
| Concesionaria                     | Negocio             | Km/Plazas | Fecha operación                                                       |
| D4-R7                             | Autopista           | 59,1      | En construcción                                                       |
| Australia                         |                     |           |                                                                       |
| Concesionaria                     | Negocio             | Km/Plazas | Fecha operación                                                       |
| Western Roads Upgrade             | Autopista           | 240       | En construcción                                                       |
| Toowoomba                         | Autopista           | 41        | En construcción (previsto para 2018)                                  |